# Amrullah Saleh
Amrullah Saleh (Patcho; امرالله صالح ; Panjshir, Reino do Afeganistão, 15 de outubro de 1972) é um político afegão e primeiro vice-presidente da República Islâmica do Afeganistão desde 2020. Desde a tomada de Cabul pelo Talibã e fuga do presidente Ashraf Ghani em 15 de agosto de 2021, atua como Presidente do Afeganistão em Panjshir de forma autoproclamada e conforme a constituição de 2004. Saleh já desempenhou o cargo de Ministro do Interior entre 2018 e 2019 e chefe Diretoria de Segurança Nacional entre 2004 e 2010.
Em 2017 foi nomeado Ministro de Estado de Reforma de Segurança pelo presidente Ghani. Em 2018 foi nomeado pelo mesmo para o cargo de Ministro do Interior, mas logo renunciou para se unir a Ghani em sua campanha de reeleição. Foi nomeado vice-presidente do Afeganistão em fevereiro de 2020.
Após a tomada de Cabul pelos Talibãs e fuga de Ghani para o exílio. Saleh refugiou-se na província de Panjshir, única província que não caiu sob controle do movimento islâmico. Se autoproclamou como presidente interino e lidera uma frente de resistência contra o novo governo. Saleh conta com o apoio de Ahmad Masud e o Ministro da Defesa Bismillah Khan Mohammadi.

## Breve biografia
Saleh nasceu na província de Panjshir, no antigo Reino do Afeganistão. Pertence a etnia tajique. Em 1990, na intenção de não ser recrutado para o exercito afegão sob influência soviética, se uniu aos mujahidins. Recebeu treinamento militar no Paquistão pelo líder Ahmad Shah Massoud.
No final dos anos 90 se uniu a Aliança do Norte, principal opositora ao primeiro governo Talibã. Saleh foi designado por Massoud a liderar a embaixada afegã no Tajiquistão e comandar as ações de ajuda humanitária. Também ajudou para ações humanitária em Nova Deli. Após o 11 de setembro e posterior invasão do Afeganistão pelos Estados Unidos, Saleh ajudou nos serviços de inteligência antitalibã.
Desde o início de sua vida política, enfrentou seguidas tentativas de assassinato pelos talibãs. Em 2019 sobreviveu a um ataque suicida durante um tiroteio em seu escritório. Apesar de ter sobrevivido perdeu muitos colegas e ficou gravemente ferido. O ataque foi duramente criticado e condenado pelo comunidade internacional, incluindo a União Europeia. Em setembro de 2020 foi novamente foi quase morto com um ataque bomba em seu carro em Cabul. O Talibã negou participação e Saleh publicou sua foto no hospital e com o rosto parcialmente queimado no Facebook horas depois. Saleh teve uma irmã que foi torturada e assassinada pelos talibãs.